# Braco griffon da Vendeia
A braco griffon da Vendeia[Nota] (em francês:  Briquet Griffon Vendée) é uma raça de médio porte, única a manter o nome briquet (em português:  cão de médio porte). Sua seleção, conhecida como feita de forma harmoniosa pelo Conde d'Elva, data de antes da Primeira Guerra Mundial e trata-se de uma redução do grande grifo da Vendéia, robusto fisicamente. Dizimado diversas vezes pelas guerras, o tipo briquet reapareceu em Vendée, em 1946. De temperamento perseverante, é encontrado em numerosos exemplares de qualidade.